# Майський район (Павлодарська область)
Ма́йський район (каз. Май ауданы, рос. Майский район) — адміністративна одиниця у складі Павлодарської області Казахстану. Адміністративний центр — село Коктобе.

## Населення
Населення — 10645 осіб (2021; 12601 у 2009, 16859 у 1999, 23667 у 1989).

## Історія
Район утворений 16 жовтня 1939 року із частин Бескарагайського, Кагановицького та Баянаульського районів. 2 січня 1963 року район був ліквідований, територія увійшла до складу Єрмаківського та Баянаульського районів. 31 грудня 1964 року район був відновлений.

## Склад
До складу району входить 11 сільських округів:
| Поселення                       | Площа, км² | Населення, осіб (1989) | Населення, осіб (1999) | Населення, осіб (2009) | Населення, осіб (2021) | Центр         | Населені пункти |
| ------------------------------- | ---------- | ---------------------- | ---------------------- | ---------------------- | ---------------------- | ------------- | --------------- |
| Акжарський сільський округ      | -          | 657                    | 843                    | 615                    | 439                    | Великий Акжар | 1               |
| Акшиманський сільський округ    | -          | 1440                   | 806                    | 476                    | 309                    | Жана-Акшиман  | 1               |
| Баскольський сільський округ    | -          | 2366                   | 1811                   | 1325                   | 1069                   | Басколь       | 3               |
| Казанський сільський округ      | -          | 2022                   | 1331                   | 955                    | 726                    | Жумискер      | 2               |
| Каратерецький сільський округ   | -          | 1840                   | 1445                   | 1067                   | 709                    | Каратерек     | 2               |
| Кентубецький сільський округ    | -          | 2161                   | 1614                   | 1141                   | 926                    | Кентубек      | 3               |
| Коктобинський сільський округ   | -          | 5211                   | 4315                   | 3955                   | 4147                   | Коктобе       | 2               |
| Майський сільський округ        | -          | 2176                   | 1020                   | 793                    | 554                    | Майське       | 2               |
| Майтубецький сільський округ    | -          | 1416                   | 1092                   | 635                    | 502                    | Майтубек      | 1               |
| Малайсаринський сільський округ | -          | 2200                   | 1302                   | 909                    | 749                    | Малайсари     | 3               |
| Сатинський сільський округ      | -          | 2178                   | 1280                   | 730                    | 515                    | Сати          | 2               |

## Найбільші населені пункти
Населені пункти з чисельністю населення понад 1000 осіб: 
| № | Населений пункт | Населення, осіб (1989) | Населення, осіб (1999) | Населення, осіб (2009) | Населення, осіб (2021) |
| - | --------------- | ---------------------- | ---------------------- | ---------------------- | ---------------------- |
| 1 | Коктобе         | 4636                   | 4069                   | 3815                   | 4041                   |